# الدوري المقدوني لكرة اليد للسيدات
الدوري المقدوني لكرة اليد للسيدات هو دوري لأندية كرة اليد للسيدات في جمهورية مقدونيا تأسس في 1992. يتم تنظيمه من قبل الاتحاد المقدوني لكرة اليد. تلعب فيه ستة فرق.

## وصلات خارجية
- الموقع الرسمي